# Порту-Мартинш
Порту-Мартинш (порт. Porto Martins) — район (фрегезия) в Португалии, входит в округ Азорские острова. Расположен на острове Терсейра. Является составной частью муниципалитета Вила-да-Прая-да-Витория.